# Tuva Hansen
Tuva Hansen, née le 4 août 1997 à Bryne en Norvège, est une footballeuse internationale norvégienne, qui joue au poste de défenseure au Bayern Munich.

## Biographie

### En club
Hansen commence sa carrière au Klepp IL après avoir joué en jeunes au Bryne FK. Elle fait ses débuts en Toppserien en 2013, sous les couleurs de Klepp. En 2014, elle joue pour Arna-Bjørnar. Dans ce club, elle joue avec sa sœur aînée Hege Hansen.
En novembre 2014, Tuva et sa sœur Hege Hansen annoncent qu'elles retournaient vivre à Klepp. En 2015, Tuva joue tous les matches de Klepp en Toppserien, et elle est nommée pour le prix Statoil de jeune talent. Elle grandit avec l'expérience et devient une solide défenseuse. Elle devient également la capitaine du club. En 2016, Tuva est nommée joueuse de l'année par le journal local Jærbladet. Après la saison 2016, elle refuse de rejoindre le Lillestrøm SK, l'équipe qui remporte la Toppserien et la coupe cette année-là. En 2018, elle fait partie de l'équipe de Klepp qui termine deuxième de Toppserien. En 2019, l'équipe termine troisième.
En novembre 2020, Sandviken annonce la signature de la Norvégienne et sa coéquipière de Klepp Elisabeth Terland. Hansen devient rapidement une leader de l'équipe et est capitaine dès sa première saison. Cette saison est également couronnée de succès et Sandviken remporte la Toppserien 2021 le 7 novembre 2021, lors de l'avant-dernier match de la saison. Ce match était contre Klepp, l'ancien club de Hansen. Sandviken gagne la rencontre huit buts à zéro, ce qui signifie que Klepp est relégué, faisant pleurer Hansen après le match lors d'une interview avec NRK. Sportskollektivet.no nomme Hansen joueur de l'année 2021.
Le Bayern Munich annonce le 1er décembre 2022 la signature de la défenseure. Elle rejoint officiellement le club le 1er janvier 2023, date d'ouverture de la période des transferts.

### En équipe nationale
Hansen joue dans les catégories d'âge des équipes nationales norvégiennes.
Elle est appelée en équipe nationale pour la première fois en novembre 2016. Elle fait ses débuts à 19 ans, lors d'une défaite 0-3 contre l'Espagne en Algarve Cup en mars 2017. Depuis avril 2021, elle est régulièrement appelée, notamment lors de l'Algarve Cup 2022. Elle est nommée dans l'équipe pour le Euro 2022. Elle participe aux trois matches de groupe jusqu'à l'élimination de son équipe. Elle inscrit son premier but international lors d'une victoire 1-0 contre la Belgique dans le cadre des qualifications pour la Coupe du monde 2023, qui ont permis à la Norvège de se qualifier pour la Coupe du monde 2023.

## Vie privée
Hansen et son chien Vilja ont acquis une grande popularité sur les médias sociaux ; leur profil TikTok a notamment été consulté plus de 65 millions de fois en août 2021. Au 10 octobre 2021, ils avaient 102 000 followers sur Instagram et 900 000 sur TikTok. Plusieurs de leurs vidéos ont été vues par des millions de personnes.
Hansen fait des études pour devenir ergothérapeute.
Tuva Hansen est la fille de l'ancien footballeur Hugo Hansen, et la sœur cadette de Cato Hansen et Hege Hansen. Hege et Tuva ont joué un match ensemble avec la Norvège. Le premier match de Tuva en équipe nationale est également le dernier de Hege.

## Statistiques
Le tableau ci-dessous retrace la carrière de Tuva Hansen depuis ses débuts :

### En club
| Saison                | Club                  | Championnat           | Championnat | Championnat | Coupe(s) nationale(s) | Coupe(s) nationale(s) | Compétition(s) continentale(s) | Compétition(s) continentale(s) | Compétition(s) continentale(s) | Total | Total |
| Saison                | Club                  | Division              | M.          | B.          | M.                    | B.                    | Comp.                          | M.                             | B.                             | M.    | B.    |
| 2012                  | Klepp IL              | Toppserien            | 8           | 0           | -                     | -                     | -                              | -                              | -                              | 8     | 0     |
| Sous-total            | Sous-total            | Sous-total            | 8           | 0           | 0                     | 0                     | -                              | 0                              | 0                              | 8     | 0     |
| 2013                  | Arna-Bjørnar          | Toppserien            | 10          | 0           | 2                     | 1                     | -                              | -                              | -                              | 12    | 1     |
| Sous-total            | Sous-total            | Sous-total            | 10          | 0           | 2                     | 0                     | -                              | 0                              | 0                              | 12    | 0     |
| 2014                  | Klepp IL              | Toppserien            | 22          | 0           | 2                     | 0                     | -                              | -                              | -                              | 24    | 0     |
| 2015                  | Klepp IL              | Toppserien            | 22          | 0           | 1                     | 0                     | -                              | -                              | -                              | 23    | 0     |
| 2016                  | Klepp IL              | Toppserien            | 22          | 0           | 3                     | 0                     | -                              | -                              | -                              | 25    | 0     |
| 2017                  | Klepp IL              | Toppserien            | 22          | 0           | 4                     | 0                     | -                              | -                              | -                              | 26    | 0     |
| 2018                  | Klepp IL              | Toppserien            | 22          | 0           | 2                     | 0                     | -                              | -                              | -                              | 24    | 0     |
| 2019                  | Klepp IL              | Toppserien            | 17          | 2           | 1                     | 0                     | -                              | -                              | -                              | 18    | 2     |
| Sous-total            | Sous-total            | Sous-total            | 127         | 2           | 13                    | 0                     | -                              | 0                              | 0                              | 140   | 2     |
| 2020                  | SK Brann              | Toppserien            | 18          | 0           | 4                     | 0                     | -                              | -                              | -                              | 22    | 0     |
| 2021                  | SK Brann              | Toppserien            | 24          | 2           | 5                     | 2                     | -                              | -                              | -                              | 29    | 4     |
| Sous-total            | Sous-total            | Sous-total            | 42          | 2           | 9                     | 2                     | -                              | 0                              | 0                              | 51    | 4     |
| 2022-2023             | Bayern Munich         | Bundesliga            | 12          | 0           | 2                     | 0                     | C1                             | 6                              | 0                              | 20    | 0     |
| 2023-2024             | Bayern Munich         | Bundesliga            | 6           | 0           | 1                     | 0                     | C1                             | 2                              | 0                              | 9     | 0     |
| Sous-total            | Sous-total            | Sous-total            | 18          | 0           | 3                     | 0                     | -                              | 8                              | 0                              | 29    | 0     |
| Total sur la carrière | Total sur la carrière | Total sur la carrière | 205         | 4           | 27                    | 3                     | -                              | 8                              | 0                              | 240   | 7     |

## Palmarès
- Championne de Norvège en 2021 et 2022 avec Sandviken
- Vainqueure de la Coupe de Norvège en 2022 avec Sandviken

- Championne d'Allemagne en 2023 avec le Bayern Munich